# 다테이시 미쓰오
다테이시 미쓰오(일본어: 立石 充男, 1957년 12월 6일 ~ )는 일본의 전 프로 야구 선수이자 야구 지도자이다. 현재 주니치 드래곤스에서 2군 육성코치를 맡고 있다.
오사카부 이즈미시 출신이다.

## 상세 정보

### 출신 학교
- 하쓰시바 고등학교(현재의 하쓰시바 리쓰메이칸 중학교·고등학교)

### 선수 경력
- 난카이 호크스(1976년 ~ 1986년)

### 지도자 경력
- 난카이 호크스·후쿠오카 다이에 호크스 2군 수비·주루 코치(1987년 ~ 1992년)
- 주니치 드래곤스 2군 수비·주루 코치(1993년 ~ 1997년)
- 허신 웨일스 코치(1998년 ~ 1999년)
- 오사카 긴테쓰 버펄로스 2군 코치(2000년 ~ 2004년)
- 한신 타이거스 2군 야수 종합 겸 타격 코치(2005년 ~ 2009년)
- 한신 타이거스 육성 코치(2010년 ~ 2012년)
- 통이 세븐일레븐 라이언스 수석 코치(2014년)
- 한화 이글스 1군 수비 코치(2015년)
- 도호쿠 라쿠텐 골든이글스 2군 육성 코치(2016년 ~ 2018년)
- 주니치 드래곤스 2군 육성 코치(2019년 ~ )

### 개인 기록
- 첫 출장 : 1978년 6월 15일, 대 긴테쓰 버펄로스 전기 13차전(오사카 구장), 8회초에 후지와라 미쓰루를 대신해서 3루수로서 출장
- 첫 타석·첫 안타 : 상동, 9회말에 간베 도시오로부터 단타
- 첫 선발 출장 : 1978년 7월 6일, 대 긴테쓰 버펄로스 후기 3차전(오사카 구장), 6번·우익수로서 선발 출장(정찰 요원, 시합 개시 시에 호리이 가즈토와 교체)
- 첫 타점 : 1978년 7월 17일, 대 크라운라이터 라이온스 후기 4차전(헤이와다이 야구장), 9회초에 이시이 시게오로부터 내야 땅볼 사이에 기록
- 첫 홈런 : 1981년 4월 23일, 대 세이부 라이온스 전기 3차전(오사카 구장), 5회말에 나토리 가즈히코로부터 솔로 홈런

### 등번호
- 41(1976년 ~ 1982년)
- 1(1983년)
- 0(1984년 ~ 1986년)
- 84(1987년 ~ 1992년)
- 99(1993년 ~ 1994년)
- 98(1995년, 2010년 ~ 2012년, 2014년)
- 74(1996년 ~ 1997년)
- 85(2000년 ~ 2004년)
- 88(2005년 ~ 2009년)
- 78(2016년 ~ 2018년)
- 90(2019년 ~ )

### 연도별 타격 성적
| 연 도      | 소 속      | 경 기 | 타 석 | 타 수 | 득 점 | 안 타 | 2 루 타 | 3 루 타 | 홈 런 | 루 타 | 타 점 | 도 루 | 도 루 자 | 희 생 번 | 희 생 플 | 볼 넷 | 고 4 | 사 구 | 삼 진 | 병 살 타 | 타 율 | 출 루 율 | 장 타 율 | O P S |
| ---------- | ---------- | ----- | ----- | ----- | ----- | ----- | ------- | ------- | ----- | ----- | ----- | ----- | -------- | -------- | -------- | ----- | ---- | ----- | ----- | -------- | ----- | -------- | -------- | ----- |
| 1978년     | 난카이     | 12    | 6     | 6     | 0     | 1     | 0       | 0       | 0     | 1     | 1     | 0     | 0        | 0        | 0        | 0     | 0    | 0     | 1     | 0        | .167  | .167     | .167     | .333  |
| 1980년     | 난카이     | 1     | 2     | 2     | 1     | 1     | 1       | 0       | 0     | 2     | 2     | 0     | 0        | 0        | 0        | 0     | 0    | 0     | 0     | 0        | .500  | .500     | 1.000    | 1.500 |
| 1981년     | 난카이     | 62    | 65    | 59    | 12    | 13    | 2       | 1       | 1     | 20    | 8     | 1     | 1        | 1        | 1        | 3     | 0    | 1     | 3     | 4        | .220  | .266     | .339     | .605  |
| 1982년     | 난카이     | 49    | 91    | 80    | 10    | 15    | 1       | 0       | 1     | 19    | 6     | 5     | 1        | 4        | 0        | 7     | 0    | 0     | 8     | 3        | .188  | .253     | .238     | .490  |
| 1983년     | 난카이     | 33    | 55    | 47    | 9     | 9     | 1       | 2       | 1     | 17    | 3     | 0     | 1        | 4        | 0        | 4     | 0    | 0     | 6     | 0        | .191  | .255     | .362     | .617  |
| 1984년     | 난카이     | 74    | 221   | 199   | 26    | 57    | 14      | 2       | 7     | 96    | 22    | 1     | 1        | 6        | 0        | 14    | 0    | 2     | 20    | 7        | .286  | .340     | .482     | .822  |
| 1985년     | 난카이     | 36    | 82    | 70    | 6     | 14    | 3       | 0       | 1     | 20    | 7     | 0     | 1        | 1        | 0        | 9     | 0    | 2     | 21    | 2        | .200  | .309     | .286     | .594  |
| 통산 : 7년 | 통산 : 7년 | 267   | 522   | 463   | 64    | 110   | 22      | 5       | 11    | 175   | 49    | 7     | 5        | 16       | 1        | 37    | 0    | 5     | 59    | 16       | .238  | .300     | .378     | .678  |